# 浅裂翠雀花
浅裂翠雀花（学名：Delphinium vestitum）为毛茛科翠雀属的植物。分布在印度、尼泊尔以及中国大陆的西藏等地，生长于海拔3,400米的地区，多生于山坡林缘克什米尔，目前尚未由人工引种栽培。